# 김성호 (축구 심판)
김성호 (金聖昊, 1970년 5월 16일~ )은 대한민국의 은퇴한 축구 선수이다.

## 축구인 경력
현역시절 공격수로 뛰었는데 1992년 11월 30일 열린 1993 K리그 드래프트에서 완산 푸마에 지명됐으나 이런저런 사정으로 프로리그를 밟지 못해 1년 동안 개점휴업 상태로 있었다가 1994년 우여곡절 끝에 K리그에 참가한 신생팀 전북 버팔로에 입단해 프로생활을 시작했고 이 팀이 시즌 뒤 해체된 후 본인(김성호)을 비롯한 전북 버팔로 선수들을 주축으로 창단된 전북 다이노스에서 1년 동안 뛴 뒤 현재 축구 심판으로 활동중이다. 그러나 각종 오심으로 논란이 되었고 오심을 항의하는 팬을 폭행하여 영구제명되었으나 어느새 다시 K리그로 복귀. 최근 벌어진 FC서울과 광주의 경기 중 발생한 결정적 오심으로 논란의 중심에 있다.